# Sommet du G8 de 2005
Pour un article plus général, voir Sommet du G8.
 (janvier 2019).
Si vous disposez d'ouvrages ou d'articles de référence ou si vous connaissez des sites web de qualité traitant du thème abordé ici, merci de compléter l'article en donnant les références utiles à sa vérifiabilité et en les liant à la section « Notes et références ».
Le sommet du G8 2005, 31e réunion du G8, réunissait les dirigeants des sept pays démocratiques les plus industrialisés et la Russie, ou G8, du  6 au 8 juillet 2005, à Gleneagles Hotel, Perthshire, Écosse, Royaume-Uni. La localité importante la plus proche est la ville d'Édimbourg.

## Participants
| Participants au G8            |                       |                           |                      |
| Membre                        | Membre                | Représenté par            | Fonction             |
| Drapeau du Canada             | Canada                | Paul Martin               | Premier ministre     |
| Drapeau de la France          | France                | Jacques Chirac            | Président            |
| Drapeau de l'Allemagne        | Allemagne             | Gerhard Schröder          | Chancelier           |
| Drapeau de l'Italie           | Italie                | Silvio Berlusconi         | Président du Conseil |
| Drapeau du Japon              | Japon                 | Junichiro Koizumi         | Premier ministre     |
| Drapeau du Royaume-Uni        | Royaume-Uni           | Tony Blair                | Premier ministre     |
| Drapeau de la Russie          | Russie                | Vladimir Poutine          | Président            |
| Drapeau des États-Unis        | États-Unis            | George W. Bush            | Président            |
| Drapeau de l’Union européenne | Commission européenne | José Manuel Durão Barroso | Président            |

- Autres participants : le président Luiz Inacio Lula da Silva (Brésil), le président Hu Jintao (Chine), le Premier ministre Manmohan Singh (Inde), le président Thabo Mbeki (Afrique du Sud), le secrétaire général de l'ONU Kofi Annan et Paul Wolfowitz (Banque mondiale).

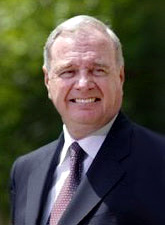
Paul Martin
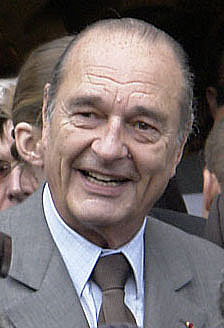
Jacques Chirac
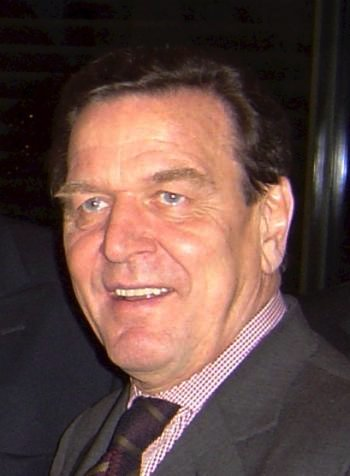
Gerhard Schröder
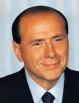
Silvio Berlusconi
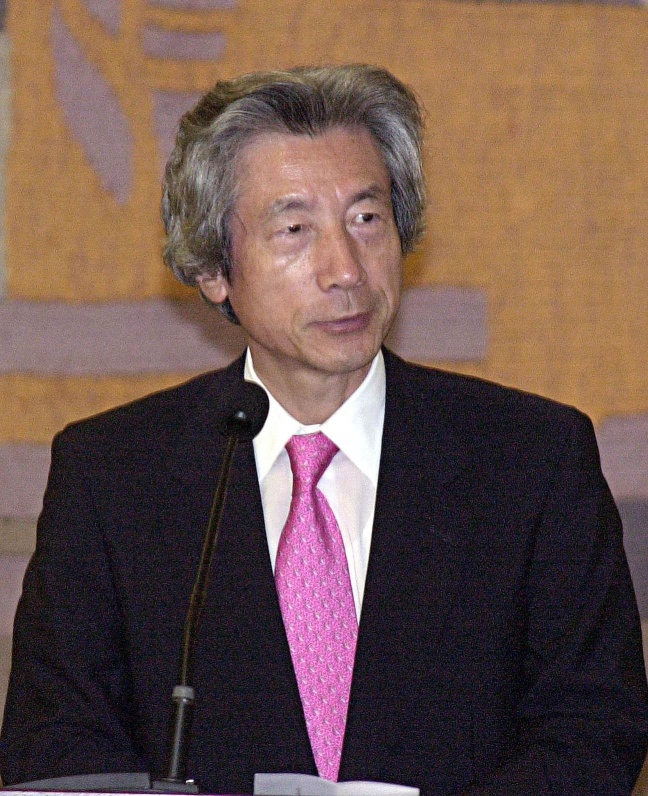
Junichiro Koizumi
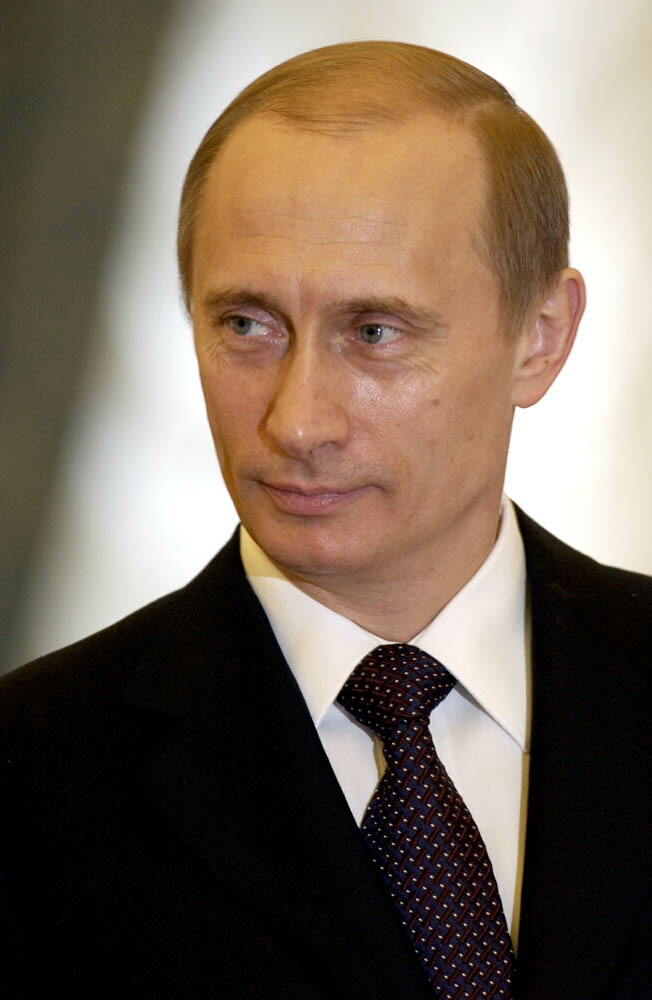
Vladimir Poutine
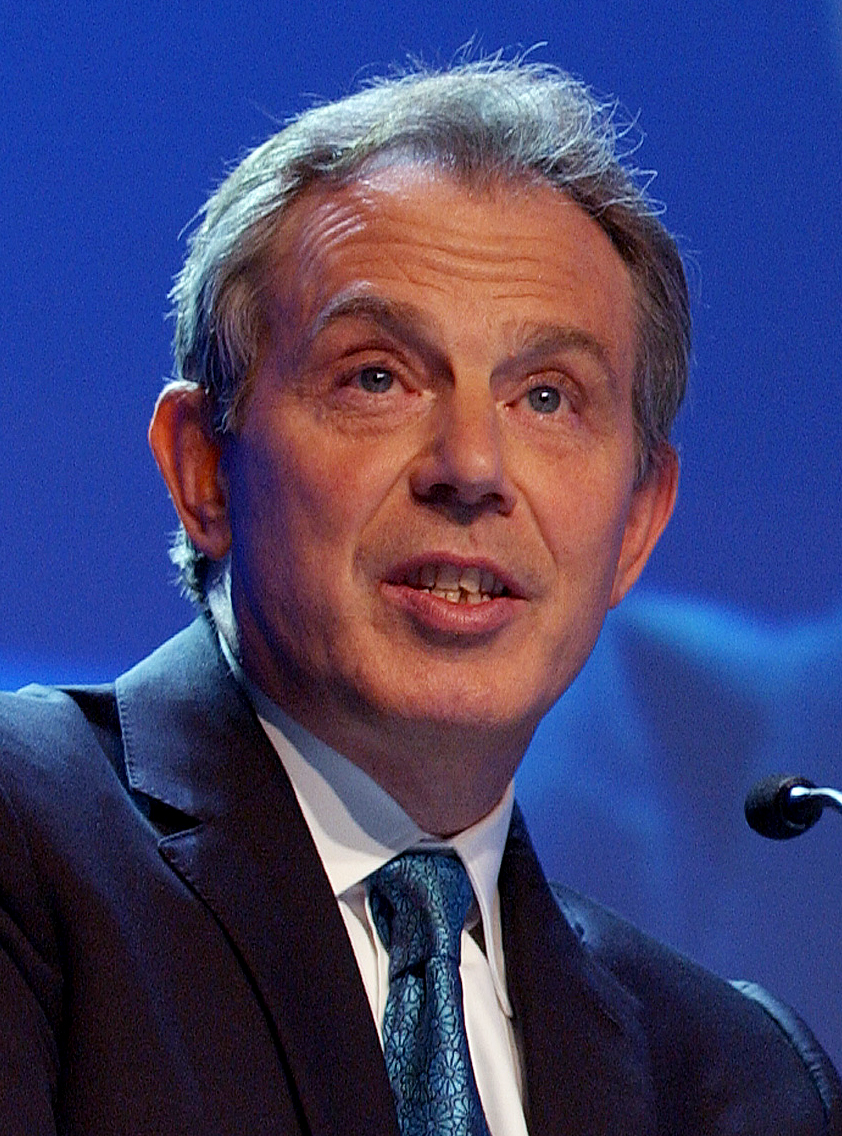
Tony Blair
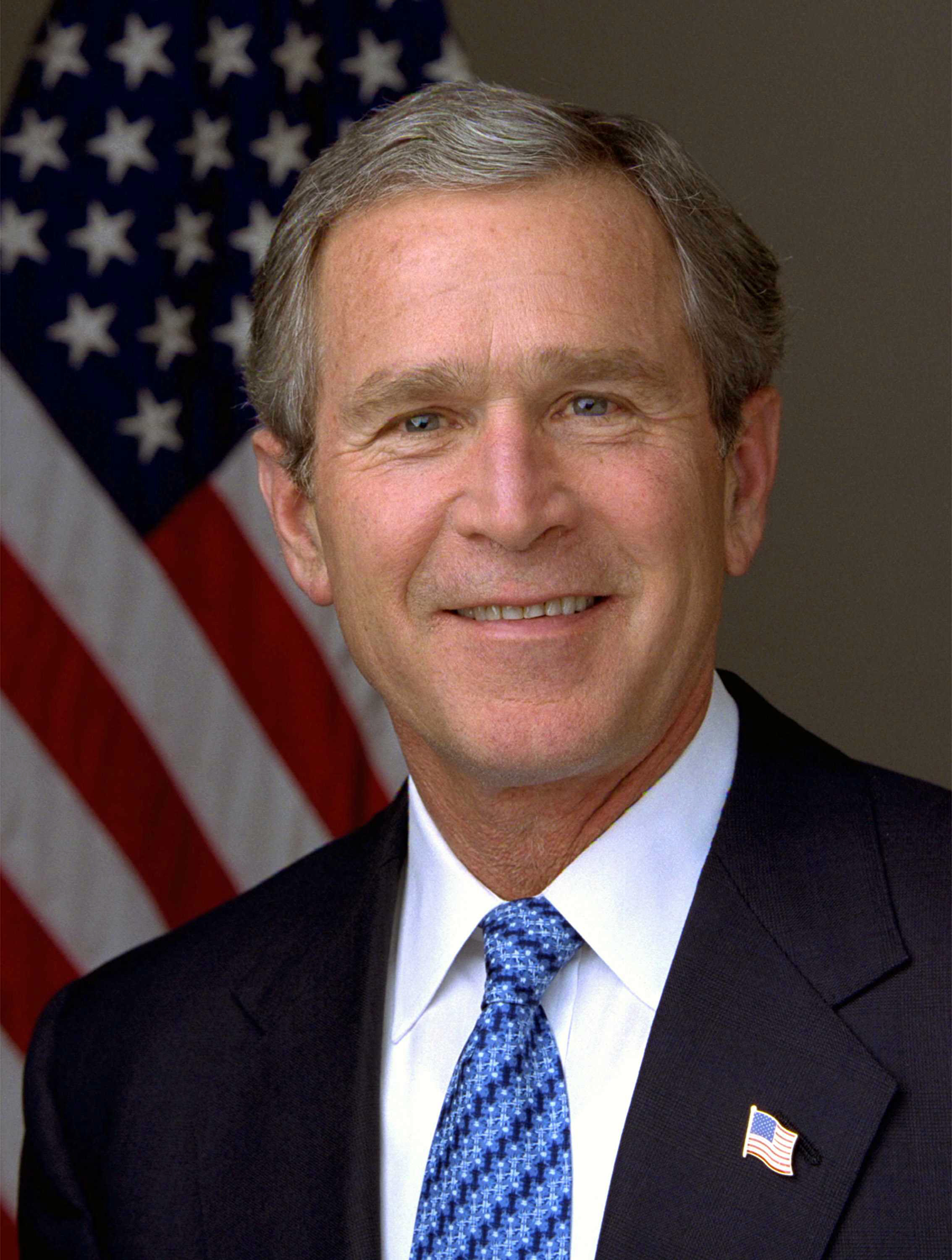
George W. Bush

## Ordre du jour

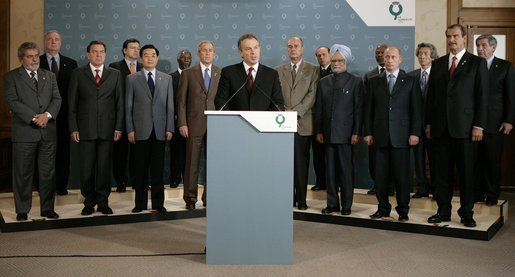
Conférence de presse conjointe des dirigeants du G8+5

- L'Afrique, avec l'annulation de la dette publique pour 14 pays

- Les changements climatiques [2]

- Autres points
  - Contre-terrorisme
  - Non-prolifération des armes de destruction massive
  - Soutien aux réformes des pays du Moyen-Orient et d'Afrique du Nord

## Contestation

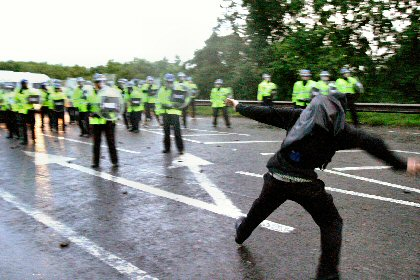
Confrontation entre un membre d'un Black Block et les policiers.

Comme à chaque G8 depuis quelques années, des défilés émaillent le sommet de Gleneagles. Il y a eu plusieurs incidents lors des manifestations plus ou moins sauvages des organisations de protestation (Réseau Dissent, Fanfare « Infernal Noise Brigade » de Seattle ou encore Clown Army). Environ dix mille policiers (dont la moitié sont des renforts venus d'Angleterre et du Pays de Galles) ont été mobilisés.
La première manifestation importante a été celle de « Make Poverty History » (« Faites de la pauvreté une histoire ancienne »), puis les groupes « underground » ont envahi le terrain, campant aux alentours des principales villes et villages environnant le château où sont réunis les dirigeants. Des dizaines de groupes de manifestants (altermondialistes, anarchistes, pacifistes, etc.) ont tenté, de jour comme de nuit, de forcer les barrages de police pour se rendre au plus près du lieu du sommet, certains groupes parvenant même à s'introduire dans le périmètre de sécurité. Comme dans toute manifestation de ce type, la répression ne se fait pas attendre et on a pu voir des commandos lourdement armés débarquer de plusieurs hélicoptères pour stopper la progression des groupes de manifestants, commandos appuyés par de nombreuses équipes de la police antiémeute, de policiers montés (à cheval) et d'autres membres des forces de l'ordre.

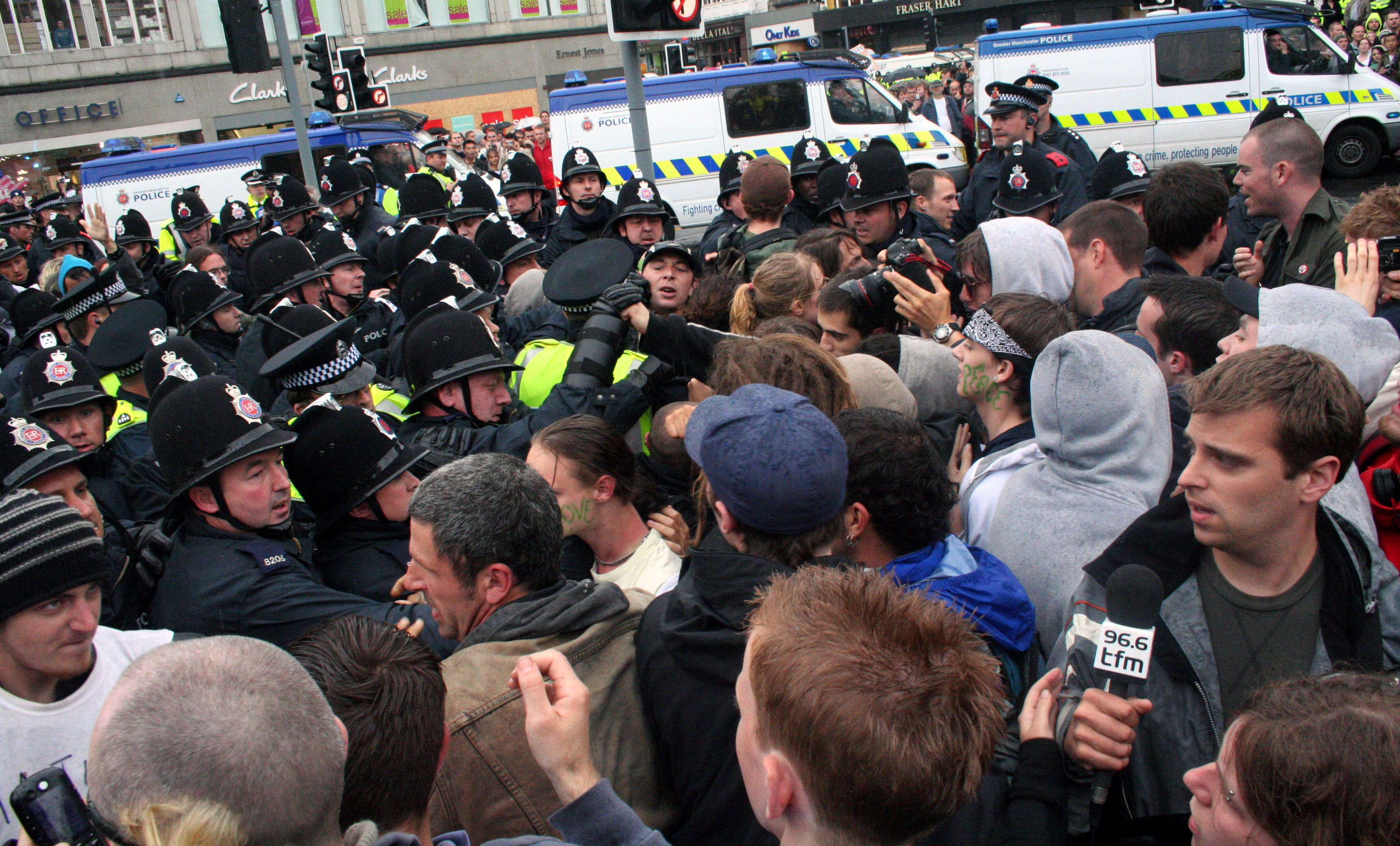
Des manifestants dans les rues d'Édimbourg refoulés par la police.

On a pu noter la présence de plusieurs Black Blocs, qui ont fortement perturbé les manifestations (un restaurant Burger King a notamment été victime de caillassage) et qui ont affronté à plusieurs reprises les barrages policiers.